# Estació de la Pobla de Claramunt
La Pobla de Claramunt és una estació de la línia R6 i R60 de la Línia Llobregat-Anoia de FGC situada a l'est del nucli urbà de la Pobla de Claramunt a la comarca de l'Anoia. Aquesta estació es va inaugurar el 1893.
| Línia Llobregat-Anoia de FGC |            |       |                   |                        |
| Procedència/Destinació       | <          | Línia | >                 | Procedència/Destinació |
| Barcelona - Pl. Espanya      | Capellades |       | Vilanova del Camí | Igualada               |
| Barcelona - Pl. Espanya      | Capellades |       | Vilanova del Camí | Igualada               |